# Ada Falcón

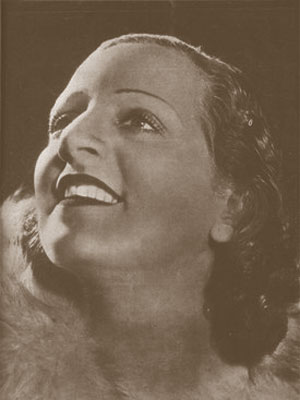
Ada Falcón, 1935

Aída Elsa Ada Falcón, oder auch Ada Falcón (* 17. August 1905 in Buenos Aires, Argentinien; † 4. Januar 2002 in Salsipuedes, Argentinien) war eine argentinische Tango-Sängerin und Filmschauspielerin der zwanziger und der dreißiger Jahre.

## Leben
Ada Falcón wurde 1905 in Buenos Aires geboren, wo sie als Elfjährige unter dem Namen „La joyita argentina“ (das kleine argentinische Juwel) im Theater zu arbeiten begann. Im Alter von 13 Jahren trat sie in ihrem ersten Film, „El festin de Los Caranchos“ (1918), auf.
Sie arbeitete sowohl in zahlreichen musikalischen Aufführungen als auch als Schauspielerin in unterschiedlichen Theatern und in Filmen. 1925 wurden erste Tango-Aufnahmen mit ihr als Solistin und dem Orchester von Osvaldo Fresedo für Victor-Aufzeichnungen erstellt. 1929 machte sie zusammen mit Enrique Delfino (Klavier) und Manuel Parada (Gitarre) Aufnahmen für Odeon.
Berühmt wurde sie als Sängerin von Francisco Canaro, mit dem sie auch ein turbulentes, mehr als 10 Jahre andauerndes romantisches Verhältnis hatte. Während dieser Periode produzierte sie mehr als 100 Aufnahmen als Tangosängerin. Ihre Stimmlage reichte von Mezzosopran bis in die hohen Sopranlagen, was ungewöhnlich für die Tango-Sänger dieser Zeit war, die im Allgemeinen eine sehr scharfe Stimme hatten.
Sie lebte sehr wohlhabend, liebte Luxus und Pelze, kostspieligen Schmuck und Ruhm. Von 1930 bis 1942 erstellte sie mehr als 200 Aufnahmen und war am Höhepunkt ihres künstlerischen Schaffens. 1934 spielte sie eine Rolle in dem Film Idolos de la radio. Wegen ihrer überragenden Stimme und nicht zuletzt wegen ihrer kapriziösen Persönlichkeit als klassische Diva trug sie den Spitznamen „La Emperatriz del Tango“ (Die Kaiserin des Tango).
1942 zog sie sich plötzlich vom öffentlichen Leben zurück, lebte isoliert in ihrem Haus und vermied jeglichen Kontakt mit der Außenwelt. Die Ursache von all diesem ist ein Geheimnis, über das sie nie sprach. Viele spekulierten, dass es mit der enttäuschten Liebe zu Canaro (der verheiratet war und sich nicht zur Scheidung durchringen konnte) zusammenhängen könne.
Nach einer Weile lebte sie zurückgezogen und unter einfachen Bedingungen in einem Kloster in den Hügeln von Córdoba (Argentinien). Im Alter von 96 Jahren starb sie am 4. Januar 2002 in einem Pflegeheim in der Nähe von Cosquín und fand ihre letzte Ruhestätte auf dem Cementerio de la Chacarita nur wenige Meter entfernt von Canaros Grab.

## Filmdokumente
Lorena Muñoz und Sergio Wolf haben 2003 ihren Dokumentationsfilm „Yo no se que me han hecho tus ojos“ („Ich weiss nicht, was Deine Augen mit mir gemacht haben“) veröffentlicht, der Informationen zu Ada Falcóns Leben und wahrscheinlich die letzten Aufnahmen vor ihrem Tod beinhaltet. Seit 1942 hatte sie verboten, dass Fotos von ihr gemacht werden. Außerdem gab sie nur selten Interviews.
Der Filmtitel spielt auf den Tango Vals an, den Canaro (ungewöhnlicherweise incl. Text) für Ada Falcón schrieb, wohl nicht nur aus kommerziell-musikalischen, sondern auch aus romantischen Gründen. Die bekannteste Aufnahme stammt aus dem Jahr 1930 (mit Ada Falcón und dem Orchester von Canaro).
Der Vals ist heute fester Bestandteil des Argentinischen Liedguts und die Geschichte der Affäre von Ada und Francisco ist in Argentinien ebenfalls  sehr bekannt. 2010 wurde sie von Adrián Caetano als Episode einer Fernsehspielreihe (mit limitiertem Bezug zur Realität) unter dem Namen: „Lo que el tiempo nos dejó: Te quiero“ verfilmt.